# 緒方郁蔵
緒方 郁蔵（おがた いくぞう、1814年（文化11年） - 1871年8月24日（明治4年7月9日））は、江戸時代後期の医師、蘭学者。字は子文、号は研堂または独笑軒。

## 生涯
1814年（文化11年）、備中国後月郡簗瀬村（現在の岡山県井原市）に大戸萬吉の長男として生まれる。9歳の頃から山成大年のもとで漢籍を学び、14歳の頃には江戸にて大年の養子・山成弘斎とともに昌谷精渓の塾で漢学を修める。20歳の頃から坪井信道の塾で蘭書を学び、坪井塾では後に義兄弟となる緒方洪庵と出会う。1834年（天保5年）には父の命により帰郷するも、1838年（天保9年）には大坂（現在の大阪市）に上り、洪庵が開いた蘭学の適塾に、弘斎とともに入塾。1844年（弘化元年）、郁蔵は独立し独笑軒塾を開塾し、この頃から緒方姓を名乗り始める。1849年（嘉永2年）には、大坂にて洪庵らとともに。除痘館を開設している。1852年（嘉永5年）11月には相撲見立大坂医師番付に初めて郁蔵の名が掲載される。以降、同番付には1863年（文久3年）までの11年間で8回掲載されている。1858年には除痘館を退職し、8年後の1866年（慶應2年）には土佐藩が創設した開成館医局の教頭に任命され、同年9月に当時10歳の長男･緒方太郎、書生の安藤達平、別所謙太郎、僕弥助と共に土佐国（現在の高知県）に赴任している。1868年（明治元年）、郁蔵は土佐藩より大坂在住を許され、翻訳家としての活動に専念することとなる。1869年（明治2年）1月、大坂仮病院の設立に携わり、医学伝習の御用掛に就任している。1871年8月24日（明治4年7月9日）、咽頭悪性腫瘍で死去。58歳没。
1919年（大正8年）、従五位を追贈された。

## 親族
実家
- 実父：大戸萬吉
- 義弟：大戸三木造（萬吉の養子）
- 実妹：大戸すみ（萬吉の五女、義弟・三木造の妻）

自家
- 妻：エイ子（辰馬庄三郎の次女）
- 長男：太郎（医師）
- 長女：久重（道平の妻）
  - 婿養子：道平（妹尾益次郎康義の三男、内務省地理寮山林課職員[14]）
    - 孫：大象（医師）
    - 孫：竹虎（新聞記者、政治家）
    - 曾孫　四十郎（日銀副総裁。　妻は緒方貞子）
    - 孫：龍（医師）
- 次男：三郎（大阪造幣局技師）
- 三男：四郎（医師）